# Behandlungs-Initiative Opferschutz
Die Behandlungs-Initiative Opferschutz (BIOS-BW) e. V. ist eine beim Oberlandesgericht Karlsruhe ansässige gemeinnützige Einrichtung, die sich mit therapeutischem Schwerpunkt vor allem für den präventiven Opferschutz einsetzt.
Im Rahmen von verschiedenen Projekten und Tätigkeitsfeldern baut BIOS-BW dabei auf drei Säulen: Direkte Unterstützung, Präventive Unterstützung und Informative Unterstützung. Der gemeinnützige Verein ist ein interdisziplinärer Zusammenschluss von Richtern, Staatsanwälten, Rechtsanwälten, Vollzugsangehörigen, Psychiatern, Psychotherapeuten, Psychologen, Sozialarbeitern und anderen interessierten Personen, die sich für präventiven Opferschutz einsetzten. Dies erfolgte anfangs durch Projekte zur Ergänzung der im Strafvollzug bestehenden Angebote zur Behandlung von Gewalt- und Sexualstraftätern und wurde schrittweise um zahlreiche weitere Aktivitäten ergänzt. Der Verein zählt aktuell 166 Mitglieder (Stand 2022).

## Vereinsgeschichte
Am 16. Oktober 2008 wurde der Verein in den Räumen der Generalstaatsanwaltschaft Karlsruhe gegründet, der ins Vereinsregister des Amtsgerichts Karlsruhe eingetragen und vom Finanzamt Karlsruhe als gemeinnützig anerkannt wurde. Inspiriert wurden die Gründer durch ein System, das in der Haftanstalt Pöschwies in der Schweiz für aufsehenerregende Resultate sorgte. So verfügte die Haftanstalt im Kanton Zürich damals bei etwa 450 Inhaftierten über 19 Therapeuten. Neben einer frühzeitigen und sachkundigen Diagnostik schon in der gerichtlichen Hauptverhandlung hat vor allem diese intensive Betreuung dazu geführt, dass nach den aktuellen Zahlen der Forschung des PPD-Zürich (Stand Juli 2010) in Zürich die Rückfallquote auf derzeit 3 % gesenkt werden konnte. Demgegenüber gab es zum damaligen Zeitpunkt in Deutschland weder im Strafvollzug noch nach Entlassung aus der Haft im Rahmen einer forensischen Nachsorge im nennenswerten Umfang Therapieangebote. Seither hat sich auch aufgrund des Wirkens des Vereins viel in Baden-Württemberg, aber auch in ganz Deutschland verändert.
Bereits seit 2010 hat der Verein sich außerdem der Behandlung von Betroffenen von Gewalt- und Sexualstraftaten angenommen und im Jahre 2014 daraus folgend die Opfer- und Traumaambulanz Karlsruhe/Baden (OTA) gegründet.
Sodann erfolgte 2017 mit der Gründung des Psychosozialen Zentrums Nordbaden (PSZ-Nordbaden) auch die Versorgung von psychisch belasteten Geflüchteten, die aktuell an fünf Standorten in Baden-Württemberg durchgeführt wird.
Inzwischen zählt BIOS-BW e.V. über 50 festangestellte Mitarbeiter. Diese arbeiten zusammen bei der Unterstützung von Geschädigten bzw. Opfern von Gewalt- und Sexualstraftaten, psychisch belasteten Geflüchteten, in der Rückfallprävention von abgeurteilten Straftätern (Stand August 2023) sowie im Rahmen der Behandlung von sog. Tatgeneigten.
Der Verein verfügt mittlerweile über 10 Behandlungsstützpunkte in Deutschland: Neben Karlsruhe sind das vor allem Mannheim, Freiburg, Offenburg, Pforzheim, Lörrach, Heilbronn, Bruchsal, Heidelberg, Koblenz und Bad-Kreuznach (Stand August 2023).

## Politischer Einfluss
Im Mittelpunkt der Tätigkeitsbereiche des Vereins steht nach eigenen Angaben der präventive Opferschutz.
Allein durch eine immer schärfer werdende gerichtliche Haft- und Sanktionspraxis kann ein ausreichender Schutz vor gefährlichen Gewalt- und Sexualstraftätern nicht erreicht werden. Vielmehr bedarf es an weiteren Maßnahmen. Hierzu gehört vor allem die Behandlung der bei solchen Tätern zumeist vorliegenden Persönlichkeitsstörung, da durch eine erfolgreiche Behandlung das Risiko eines Rückfalls deutlich reduziert werden kann.
So hat die Behandlungsinitiative bereits im Jahre 2009 dem Bundesjustizministerium ein Memorandum zur Verbesserung des präventiven Opferschutzes vorgelegt. Dieses „BIOS-Memorandum“ sieht in Anlehnung an das Schweizer Recht neben der Verpflichtung zur umfangreichen Begutachtung von Gewalt- und Sexualstraftätern schon in der gerichtlichen Hauptverhandlung im Hinblick auf ihre Gefährlichkeit und Behandelbarkeit auch die Möglichkeit der Anordnung von therapeutischen Maßnahmen durch den Richter vor, etwa durch Schaffung einer neuen Maßregel – Therapeutische Maßnahmen. Die Rechtspolitiker der CDU/CSU und der FDP legten hierzu ein Eckpunktepapier vor. Am 17. März 2010 fand eine öffentliche Anhörung im Reichstag in Berlin statt, wobei sich die FDP den Vorschlägen seitens BIOS-BW gegenüber offen zeigte. Mit dem zum 1. September 2013 in Kraft getretenen § 246a Abs. 2 konnte eine Teilforderung aus dem BIOS-Memorandum verwirklicht werden. Nach dieser Vorschrift ist eine vorherige Begutachtung von pädophilen Straftätern in der Hauptverhandlung bei Delikten zum Nachteil Minderjähriger vorgesehen.

## Projekte / Tätigkeitsbereiche / Einrichtungen
- Hilfe für Opfer von Gewalttaten: Opfer-Trauma-Ambulanz Karlsruhe/Baden (OTA)
- Psychosoziale Betreuung von Geflüchteten: Psychosoziales Zentrum Nordbaden (PSZ-Nordbaden)
- Behandlung von Kindern und Jugendlichen (BIOS-Youngsters)
- Therapie für Täter in Baden-Württemberg: Forensische Ambulanz Baden (FAB)
- Therapie für Täter in Rheinland-Pfalz: Psychotherapeutische Ambulanz Koblenz (PAKo)
- Therapie für Tatgeneigte: „Keine Gewalt- oder Sexualstraftat begehen“
- Therapie für Menschen mit pädophilen Neigungen „Stopp bevor was passiert“
- bundesweite telefonische Hotline für Personen, die befürchten, eine Sexual- oder Gewaltstraftat zu begehen und Menschen mit pädophilen Neigungen (BIOS-Krisentelefon)
- Qualitätssicherung im Rahmen von Forensischen Begutachtungen (Gutachterpool, Süddeutsches Institut für Forensische Begutachtungen SIG)
- aktive Mitarbeit in Öffentlichkeitsarbeit und Rechtspolitik (u. a. als Veranstalter bei der Fortschreibung der Leitlinien für Mindestanforderungen für Prognosegutachten)
- Veranstalter monatlicher Vorträge und regelmäßiger Fortbildungen (BIOS-Akademie).